# 坚果

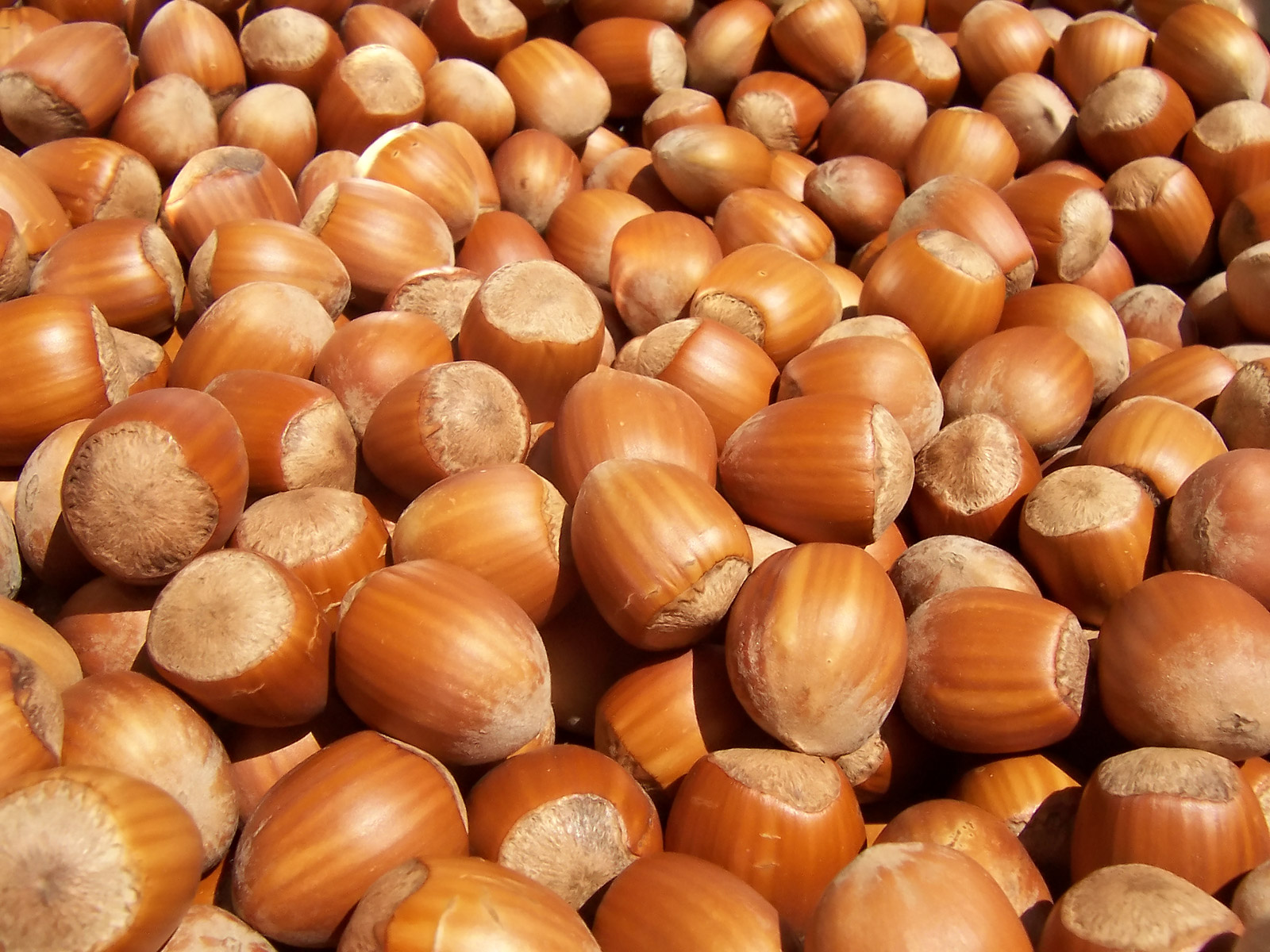
許多榛子，不論依植物学或日常定義，榛子都是坚果

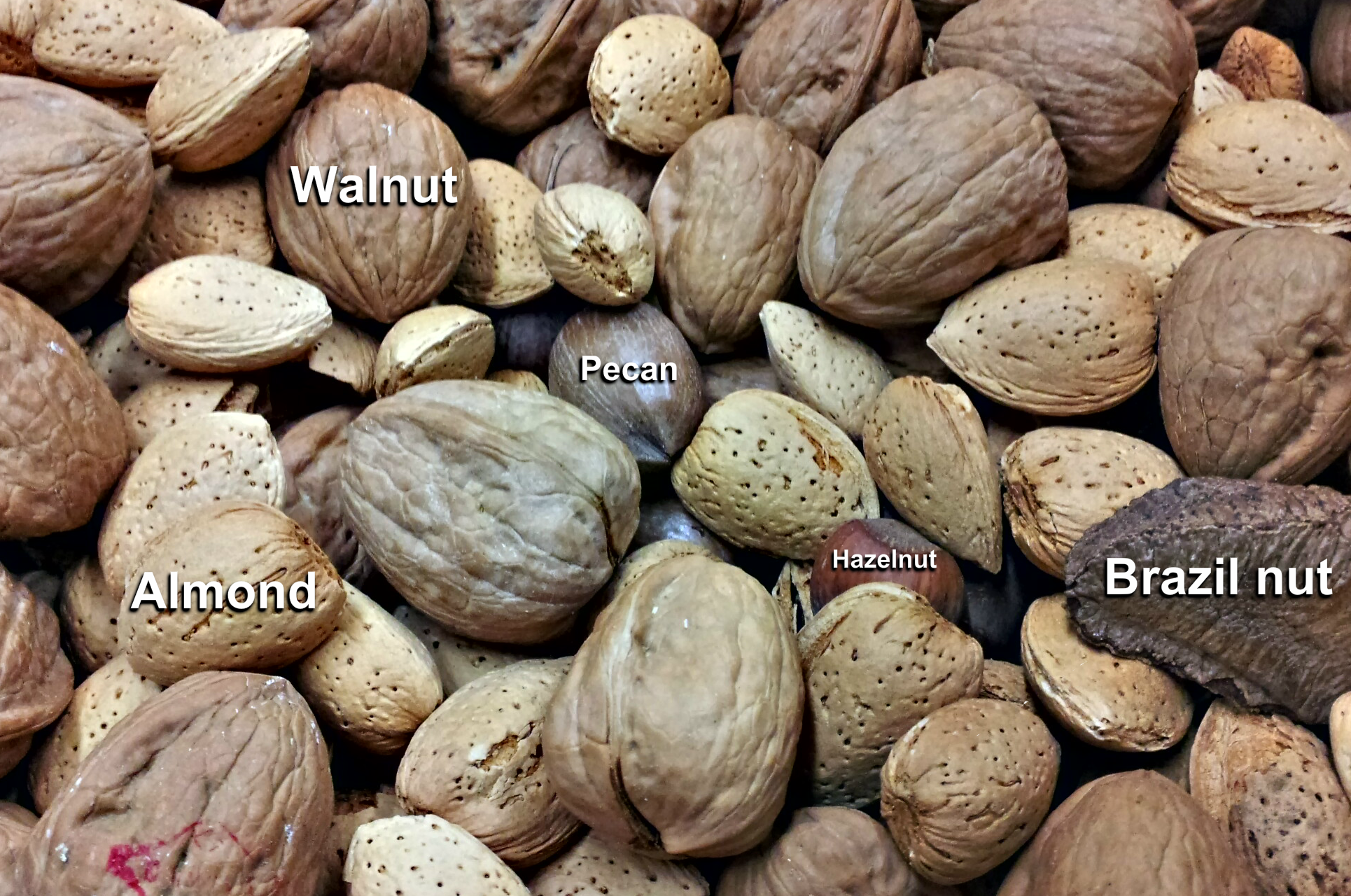
日常口语的坚果：榛子在植物學定義下也是堅果。巴西豆是蒴果的籽，在植物學定義下不是堅果，核桃、长山核桃和扁桃是核果的籽，在植物學定義下也不是堅果

坚果是植物的一类果实，通常用来泛指果皮坚硬的干果类；依植物学的定义，坚果是果皮坚硬成骨质状且成熟后果皮不自然开裂的果实，属干果中的闭果，通常其内只含一枚种子。但在日常口语或烹饪学中，凡有堅硬外殼及油性的果仁，不论其果实或种子皆泛称坚果。
大部份果實中的種子可以自然的和殼分開，但像榛子、栗子及橡子等堅果，其硬殼包住種子，不易將硬殼和種子分開。日常口语指的坚果範圍較广，像开心果及巴西豆不是植物學中所定義的堅果，但在日常生活中視為坚果。日常口语指的「坚果」，一般是指帶有硬殼、可食用的乾燥種子，尤其包括多種常見的可食用果核。

## 植物学定义
種子是受精且成熟的植物胚珠，其中包括三個部份，可以發育成為新植物的胚（embryo），富含養份的胚乳，以及有保護作用的種皮。以植物學的定義來看，堅果是指其中大部份是胚乳，且有堅硬外殼的種子，在堅果成熟過程中，外殼會逐漸變硬。有些坚果也可能會在總苞（involucre）內，總苞是由花朵的苞片所形成的結構。總苞有不同的外形，視坚果種類而定。大部份的堅果都是源自雌花器，都是閉果（indehiscent，成熟時不會自動開啟）。樹堅果（True nuts）是由壳斗目植物所產生的，例如山毛榉科的水青冈属、栗、栎属、石櫟屬和Notholithocarpus，以及樺木科的榛属、Corylus maxima和鹅耳枥属。
乾的核果也常稱為是坚果，例如长山核桃、扁桃、澳大利亚坚果、石栗、菱角和核桃。核果是不會開裂的果實，外部肉質部份是由外果皮或果皮，以及中果皮（mesocarp）或果肉組成, 這些圍繞在核外，在內果皮內有種子。乾核果的外層會變乾，剩下的果殼是子房壁或是榖層皮的一部份，種子外面堅硬的殼是榖層皮的一部份。
小的坚果有時也會稱為果仁（nutlet）。在植物学的果仁是指種子外面有堅硬外層包覆的果核（例如核果）。核桃（山核桃属的果實 ）不太容易分類，有些坚果的特徵，但有時會歸在其他分類中。
「樹堅果」(tree nut）不是植物學名詞，是指從樹上長的堅果，常用在有關食物過敏的敘述中。有些人會被花生（在植物學分類上是荚果，不是堅果）過敏，而有些人會對堅果過敏，而這些堅果是長在樹上的，和花生不同。

## 產量

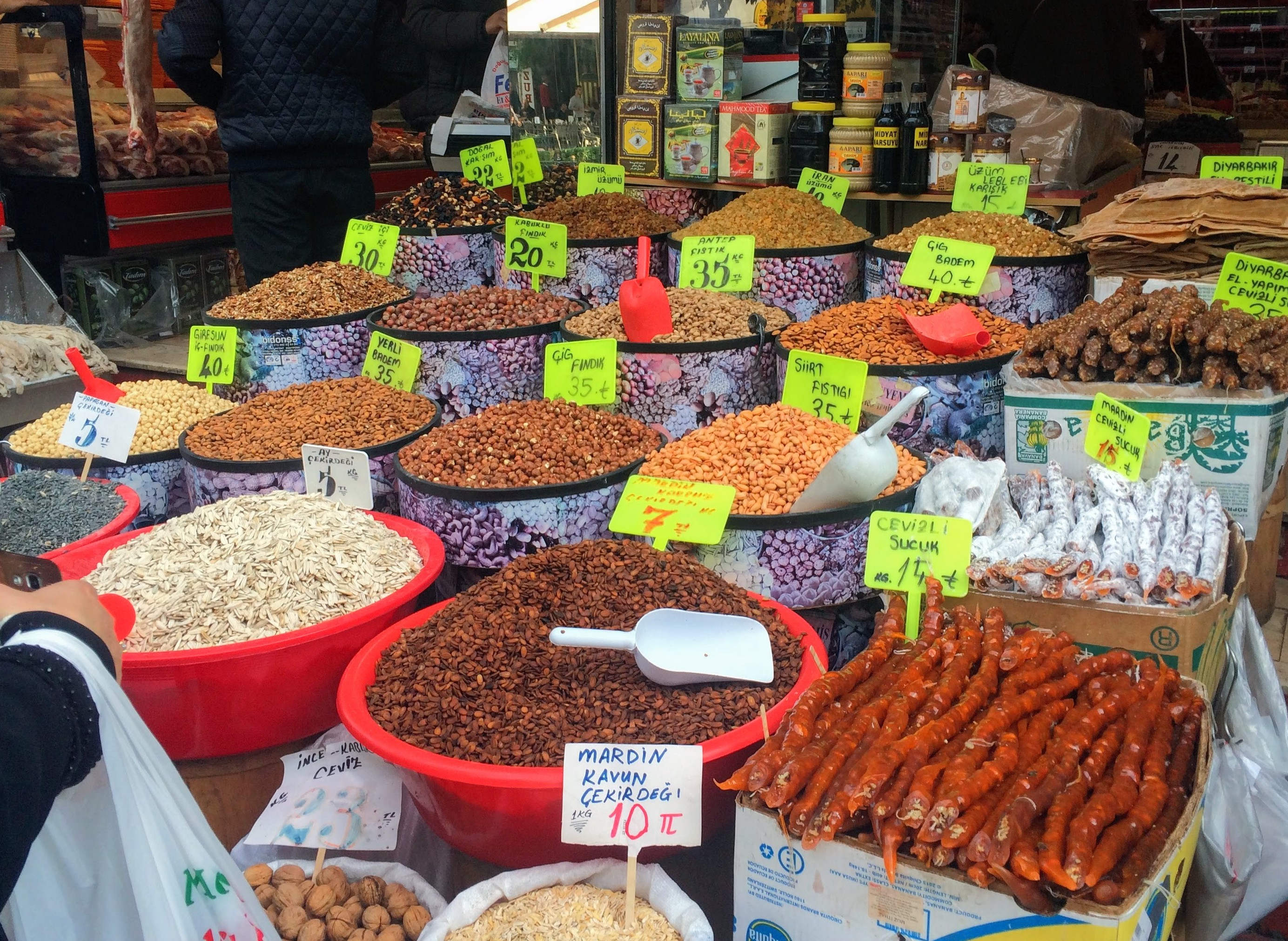
市場上販售的堅果

| 堅果   | 產量 |
| ------ | ---- |
| 花生   | 48.8 |
| 核桃   | 4.5  |
| 腰果   | 4.0  |
| 杏仁果 | 3.5  |
| 栗     | 2.4  |
| 榛果   | 1.1  |
| 開心果 | 0.9  |
| 巴西豆 | 0.07 |

以下是一些主要的堅果。
| 堅果                                            | 堅果                     | 堅果                                                                                   | 堅果 | 堅果                                                                                              |
| 名稱                                            | 圖片                     | 起源                                                                                   | 說明 | 產量                                                                                              |
| ----------------------------------------------- | ------------------------ | -------------------------------------------------------------------------------------- | --- | ------------------------------------------------------------------------------------------------- |
| 杏仁果 （Prunus dulcis）                        |                          | 起源自伊朗及伊朗周圍的地區                                                             | 又名巴坦木，美國大杏仁，扁桃仁等。果實是核果，有外殼、硬殼和內果皮，內果皮內有種子。杏仁果在販售時可能有殼，也可能沒有殼。去皮杏仁果（Blanched almonds）是用去除殼的杏仁果，再用熱水處理，再其種皮軟化之後去除 | 2019年時，全球無殼杏仁果的產量是350萬噸，最主要的出產地是美國、西班牙、伊朗、土耳其及摩洛哥。     |
| 巴西豆 （Bertholletia excelsa）                 |                          | 源自南美熱帶地區，果子是從森林的樹上所採集的                                           | 堅果是有硬殼的種子，包裹在硬木質的蒴果內 | 2019年的全球產量有78,000噸，其中大部份是來自巴西和玻利維亞的亞馬遜雨林                            |
| 腰果 （Anacardium occidentale）                 |                          | 源自巴西東北部，許多熱帶地區都有種植                                                   | 果實是厚殼、帶種子的核果，長在肉質莖的頂端 | 2019年的全球產量有四百萬噸，主要出產於科特迪瓦和印度                                              |
| 栗 （Castanea dentata）                         | Chestnuts in spiny fruit | 是北半球溫帶的原生植物，也曾是一些地區的糧食作物                                       | 栗屬於真堅果，生長在帶刺的杯狀總苞中 | 2019年的全球產量是240萬噸，主要產地是中國、土耳其、大韓民國、葡萄牙、義大利、希臘和西班牙         |
| 榛果 （Corylus avellana）                       |                          | 是北半球溫帶的原生植物                                                                 | 果實屬於真核果，長在葉狀或管狀總苞中 | 2019年時的全球產量是110萬噸，最主要的在土耳其，其他生產的國家有義大利、阿塞拜疆、美國、智利和中國 |
| 夏威夷果 （Macadamia spp.）                     |                          | 是澳大利亞的原生植物，在歐洲人進入澳大利亞之前，澳大利亞堅果是澳大利亞原住民的主要食物 | 果實是堅硬、木質、球狀的葖果，頂端有突起，其中有一顆到二顆種子 | 2019年時的全球產量是20萬噸，主要的生產國是南非、其次是澳洲和肯亞                                  |
| 花生 （Arachis hypogaea）                       |                          | 最早在南美洲生長，已人工種植約一萬年，許多長在熱帶地區                                 | 花生是豆科植物，其果實是豆莢狀的，其中有一個或二個像堅果一樣的種子 | 2019年的全球產量是4900萬噸。中國的生產量最多，其次是印度、奈及利亞、蘇丹和美國                    |
| 長山核桃 （Carya illinoinensis）                | Whole pecans and kernels | 是美國南部以及墨西哥北部的原生植物                                                     | 這種果實是假核果，有綠色半肉質外殼 | 每年的產量約在200萬至300萬噸之間。美國主要種植的州有喬治亞州、新墨西哥州以及德州。                |
| 松子 （Pinus spp.）                             |                          | 北半球                                                                                 | 種子藏在木質的毬果中 | 2017年的全球產量是23,600噸，主要的生產國有大韓民國、俄羅斯、中國、巴基斯坦和阿富汗                |
| 開心果 （Pistacia vera）                        |                          | 中亞的原生植物，是沙漠中的樹                                                           | 果實是核果，在堅硬奶油色的外殼內有一個長形的種子，在成熟時外殼的一側會破裂 | 2019年的全球產量是90萬噸，主要生產國有伊朗和美國、中國和土耳其也有，但產量較少                    |
| 核桃 （Juglans regia） 黑核桃 （Juglans nigra） |                          | 核桃源自於伊朗和中亞，黑核桃源自於美國東部                                             | 這種果實是假核果，有綠色半肉質外殼 | 2019年，帶殼核桃的產量是450萬噸，主要的生產國是中國，其次是美國和伊朗                             |

## 堅果食物以及對健康影響
堅果中含有可以讓植物發芽生長需要的各種營養。實際成份會依植物品種而不同，但堅果中的水份和糖类比較少，有高含量的脂質、蛋白質、礦物質和维生素。其中的蛋白質，有90%可以消化，比肉和魚要低，但若經過咀嚼，可以提昇其消化率。其中的脂質大部份是不飽和脂肪，堅果也是ω-3脂肪酸的來源之一。 坚果是健康飲食的一部份，長期攝取堅果中的各種營養有助於降低心血管疾病的風險，降低血脂，也會降低死亡率。對於素食者，坚果也可以提供其他素食食物中不足的營養成份。
堅果的營養對人和野生動物都有幫助。堅果的油脂含量較高，是很好的能量來源。許多堅果是人類可以食用的，會用在烹調中、也有可能當作零嘴食用，或是烘烤後食用，也有可能作成堅果醬，或是製成油脂供烹調或化妝品用。適度的攝取堅果–大約每星期5盎司（140克）–對體重控制有幫助。
堅果食物是常見的食物過敏源。其反應可能很輕微，也有可能嚴重到會威脅生命的過敏性休克。其反應是因為人體在接收到堅果中的过敏原時，所釋放的組織胺，因此造成食物過敏。許多專家建議對花生過敏的人避免吃其他堅果，對其他堅果過敏的人也避免吃花生。

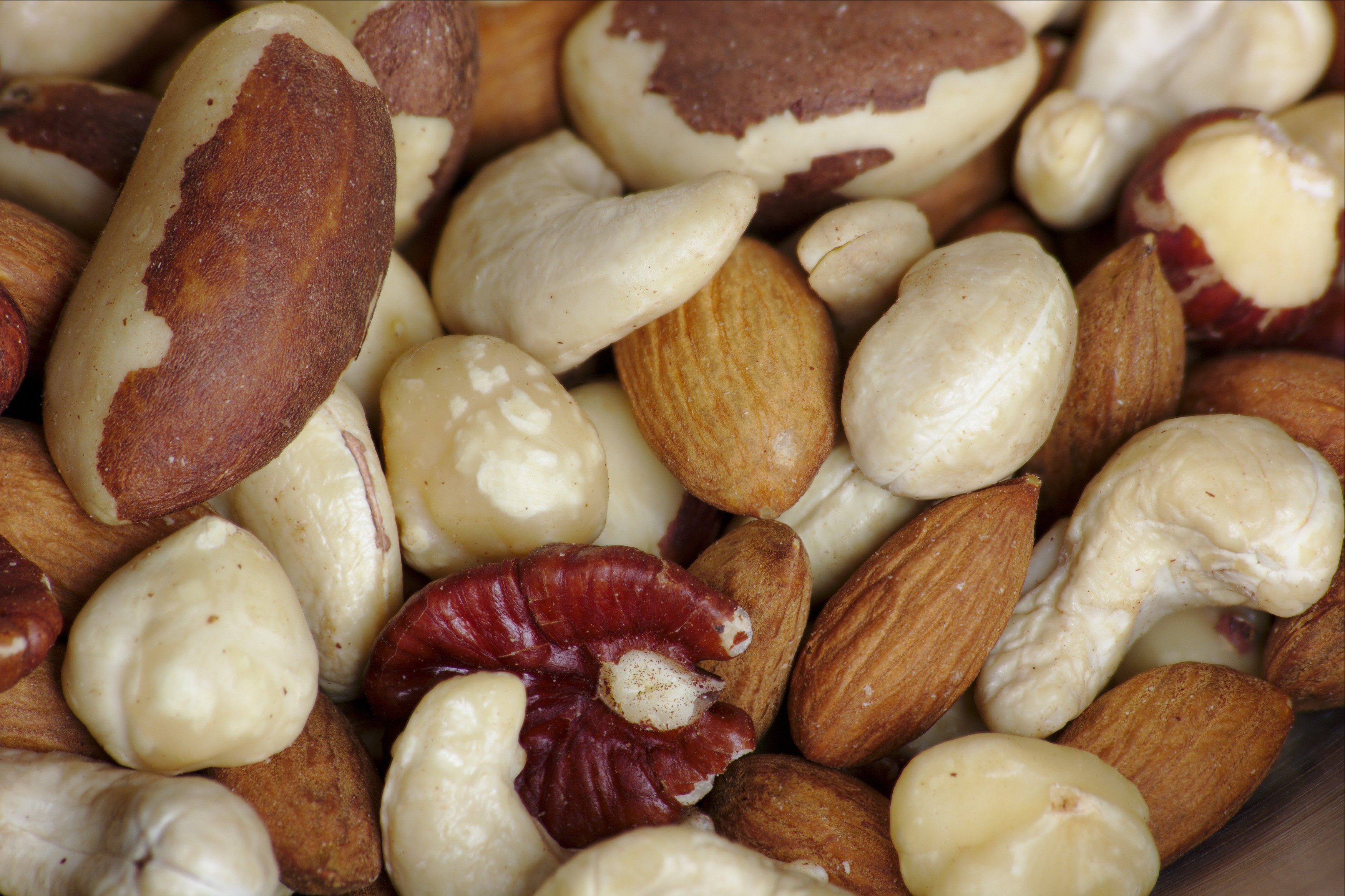
生的混合堅果，是種零食